# Nouvelle théologie
A Nouvelle théologie (francês para Nova Teologia) é um movimento intelectual na teologia católica que surgiu em meados do século XX. É mais conhecido pelo endosso do Papa João XXIII à ideia intimamente associada de ressourcement (retorno às fontes em francês), que moldou os eventos do Concílio Vaticano II. Existia principalmente entre certos círculos de teólogos franceses e alemães.
Os nouveaux théologiens (novos teólogos) buscavam "uma comunhão espiritual e intelectual com o Cristianismo em seus momentos mais vitais, conforme nos é transmitido em seus textos clássicos, uma comunhão que nutriria, revigoraria e rejuvenesceria o Catolicismo do século XX ". Muitos dos teólogos associados ao movimento defenderam um "retorno às fontes" da fé cristã muito mais amplo: nomeadamente, as Escrituras e os escritos dos Padres da Igreja. Eles também desenvolveram um interesse renovado em particularidades da exegese bíblica, tipologia, arte, literatura e misticismo.

## Origens
As raízes de um questionamento do domínio da neoescolástica podem ser atribuídas aos teólogos que trabalharam a partir da década de 1920. Embora alguns estudos jesuítas franceses conduzidos no exílio em Ore Place, Hastings, Inglaterra, nos anos 1906-1926 tenham sido vistos por alguns como precursores da nouvelle théologie, o próprio movimento nouvelle théologie é geralmente associado ao período entre 1935 e 1960. Nas suas fases iniciais (ou seja, na década de 1930 e no início da década de 1940), o movimento também está particularmente associado à língua francesa, em parte em contraste com o latim usado no ensino do seminário da época.

## Ideias
Embora agrupados como um conjunto pelos seus oponentes, os teólogos associados à nouvelle théologie tinham uma grande variedade de interesses, pontos de vista e metodologias, e não eram eles próprios um grupo coordenado. Em escritos posteriores, Yves Congar, Henri de Lubac e Henri Bouillard negaram que a nouvelle théologie fosse tudo menos uma construção dos seus oponentes. No entanto, estudos subsequentes do movimento sugeriram que existia um conjunto de características comuns entre os escritores da nouvelle théologie. Estes incluem:
- Uma tendência de atribuir um lugar digno à história dentro do esforço teológico.
- O apelo de uma teologia positiva.
- Uma atitude crítica em relação à neoescolástica.

## Crítica
O movimento em desenvolvimento recebeu críticas no final dos anos 1940 e 1950. Um primeiro ataque foi feito pelo influente teólogo dominicano Reginald Garrigou-Lagrange em um polêmico artigo de 1946 na revista Angelicum. Embora os teólogos do movimento geralmente preferissem chamar seu movimento de ressourcement, com base em seu retorno ao pensamento patrístico original, Garrigou-Lagrange afirmou que eles não "retornaram às fontes", mas se desviaram da tradição teológica de longa data. da Igreja Católica, criando assim uma "nova teologia" própria que, segundo ele, era essencialmente o Modernismo disfarçado. Embora outro escritor, Pietro Parente, tenha usado o termo "teologia nuova" em 1942, foi a partir do artigo de Garrigou-Lagrange que o rótulo passou a ser amplamente utilizado.